# .рф
.рфは、キリル文字を用いたロシア連邦の国別コードトップレベルドメイン（ccTLD）である。国際化ドメイン名（国際化国別コードトップレベルドメイン, IDN ccTLD）であり、ロシアのccTLDとして1994年より用いられてきた.ruと並んで運用されている。ASCIIの範囲内の文字で表すためにPunycodeを用いてxn--p1aiと符号化され、この名前でDomain Name Systemに登録されている。

## 概要
TLD .RU コーディネーションセンター（ロシア語: Координационный центр национального домена сети Интернет, 英語: Coordination Center for TLD .RU）が管理を行っている。このドメインにより、ウェブサイトのアドレスをロシア語に（キリル文字に）することができるようになった。2011年現在、登録はロシア連邦内に住所を有する法人・団体・個人に限られる。

## 経緯
2007年12月のプレスリリースでは、.ruを管理するRU-Centerのアレクセイ・レスニコフ（Alexei Lesnikov）は、.рфを作成する上で管理上あるいは技術上の困難は12カ月以内に解決できるはずだとしていた。またレスニコフは、.su（ソビエト連邦に予定されていた国別コードトップレベルドメイン）を使ったドメイン名のオークションが成功したのと同様、.рфを使ったドメイン名のオークションもうまくゆくだろうとしていた。
中華人民共和国で中国語簡体字のトップレベルドメイン.中国に一定の需要があるのと同様、ロシアにおいてもキリル文字によるトップレベルドメインの需要がラテン文字の.ruをしのぐ可能性があるとの期待もあったが、ICANNのロシア地域を担当する理事ヴェニ・マルコフスキー（Veni Markovski）は、キリル文字トップレベルドメインは人目を引くニュースの見出し以上のものにはなりそうにないとした。
キリル文字やギリシア文字のトップレベルドメインを導入するに当たっては、現行のラテン文字のトップレベルドメインとの混同を防ぐ必要があった。たとえば「Россия」（ロシア）の略称として「ро」を使うとラテン文字の.po（現在登録されていない）と混同する恐れがある。既存のロシア用ccTLDである.ruをキリル文字に転記して「ру」を使うと、ラテン文字の.py（パラグアイ）と混同する可能性がある。最終的に採用された.рфは、ロシア語で「ロシア連邦」を意味する「Российская Федерация」（ラテン文字: Rossiyskaya Federatsiya, 英語: Russian Federation）に由来する。
2009年11月25日から商標権者向けの優先登録期間が開始された。2010年5月13日にドメインの利用が開始された。2010年11月11日から一般登録（早い者勝ちの先願登録）が開始された。
2022年のロシアによるウクライナ侵攻を受け、ウクライナ政府はロシアによるプロパガンダ拡散を防ぐことを理由に.рфのほか、.ruや.suなどロシアに関連するトップレベルドメインの停止などをICANNに要請したが異論が相次ぎ、ICANNもこの要請を拒否した。